# دهستان آبش‌احمد
دهستان آبش‌احمد یکی از دهستان‌های استان آذربایجان شرقی است که در بخش آبش‌احمد شهرستان کلیبر واقع شده‌است.